# 博莱
博莱（法語：Baulay，法語發音：[bolɛ]）是法国上索恩省的一个市镇，属于沃苏勒区。

## 地理
博莱（47°47'13"N, 6°0'30"E）面积8.22 平方千米，位于法国勃艮第-弗朗什-孔泰大區上索恩省，该省份为法国东部内陆省份，北起顺时针与孚日省、贝尔福地区省、杜省、汝拉省、科多尔省和上马恩省接壤。
与博莱接壤的市镇（或旧市镇、城区）包括：蒙蒂勒莱博莱、阿芒斯、比菲涅库尔、法韦尔内、富谢库尔、皮尔热罗。

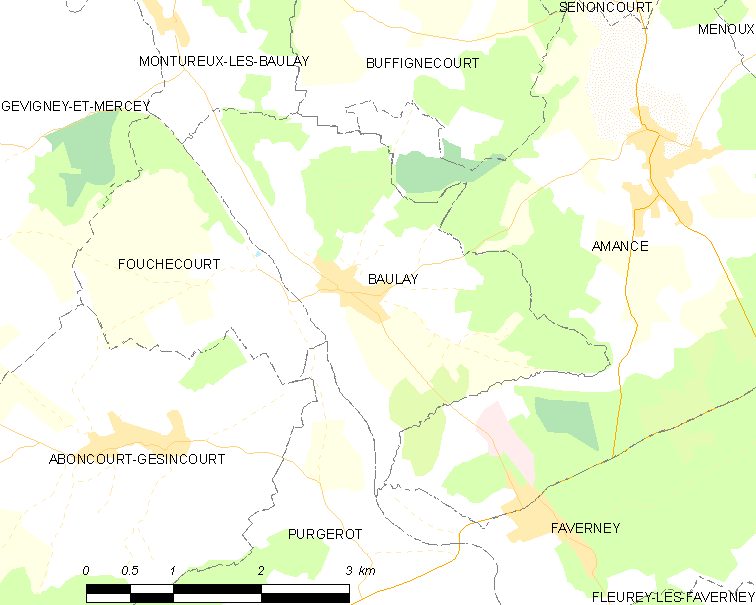
博莱的OSM定位图

博莱的时区为UTC+01:00、UTC+02:00（夏令时）。

## 行政
博莱的邮政编码为70160，INSEE市镇编码为70056。

## 政治
博莱所属的省级选区为索恩港县。

## 人口

1962-2008年间博莱人口变化图示

博莱于2022年1月1日时的人口数量为323人。